# Муйне
Муйне (вьет. Mũi Né, тьы-ном 㙁) — один из 16 городских кварталов города Фантхьета, расположенный на одноимённом береговом мысе. Находится в провинции Биньтхуан на юго-востоке Вьетнама, неподалёку от основных кварталов Фантхьета.
Популярный вьетнамский курорт, «туристическая столица страны».

## Туризм
Нежданная популярность пришла к Муйне, когда учёные объявили Фантхьет лучшим местом для наблюдения солнечного затмения 24 октября 1995 года, и нахлынувшие туристы обнаружили большой туристический потенциал этого места.
Благодаря сильному ветру, побережье в Муйне популярно у кайт- и виндсёрферов.
На курорте развита туристическая инфраструктура, он особенно популярен среди россиян; обслуживающий персонал местных заведений зачастую знает русский язык.
Разработан перспективный план развития, предполагающий, что Муйне в 2030 году примет 2,5 млн туристов, а количество рабочих мест в туристической отрасли к этому моменту увеличится на 45000.

## Галерея

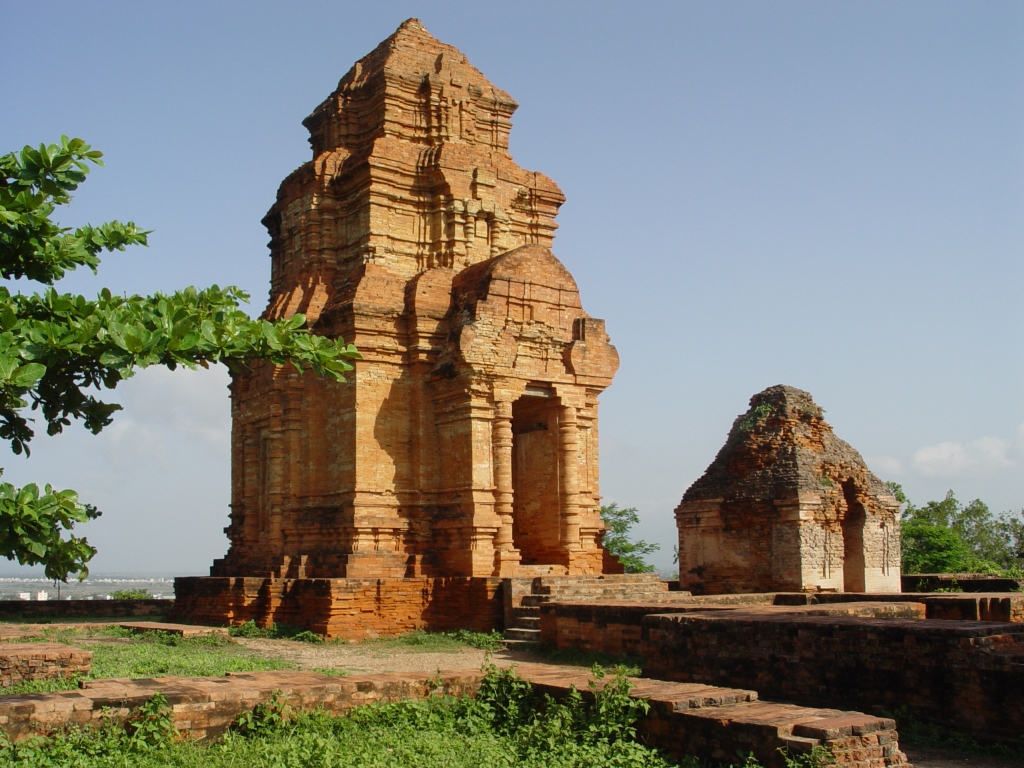
Тямский храм
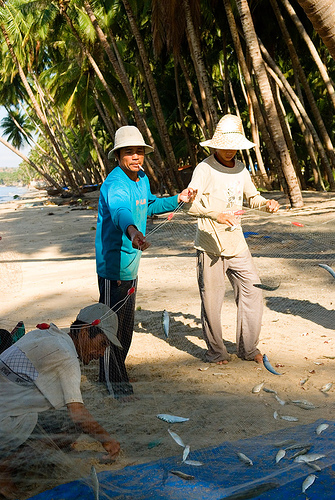
Местные рыбаки
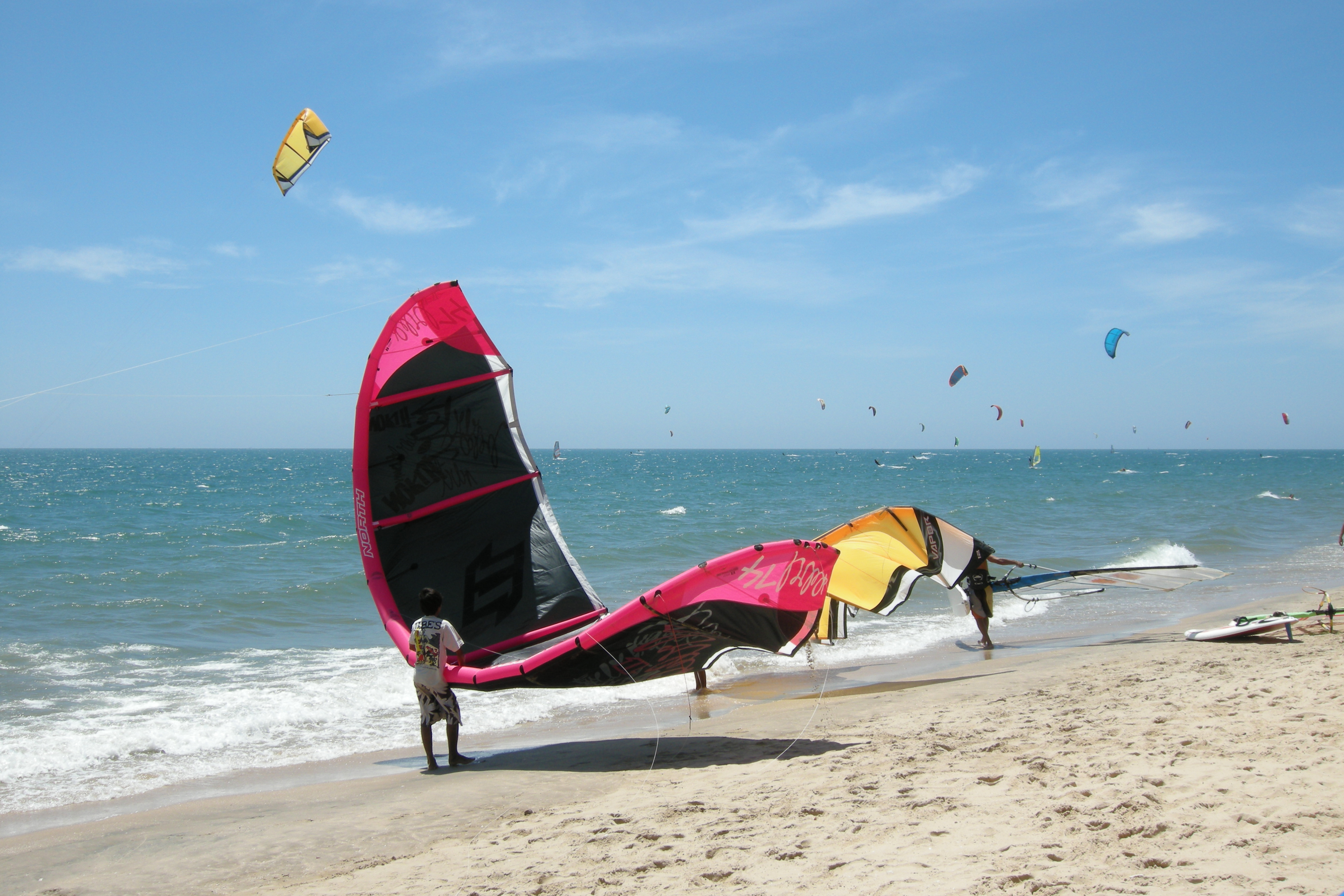
Кайтсерфинг на пляже
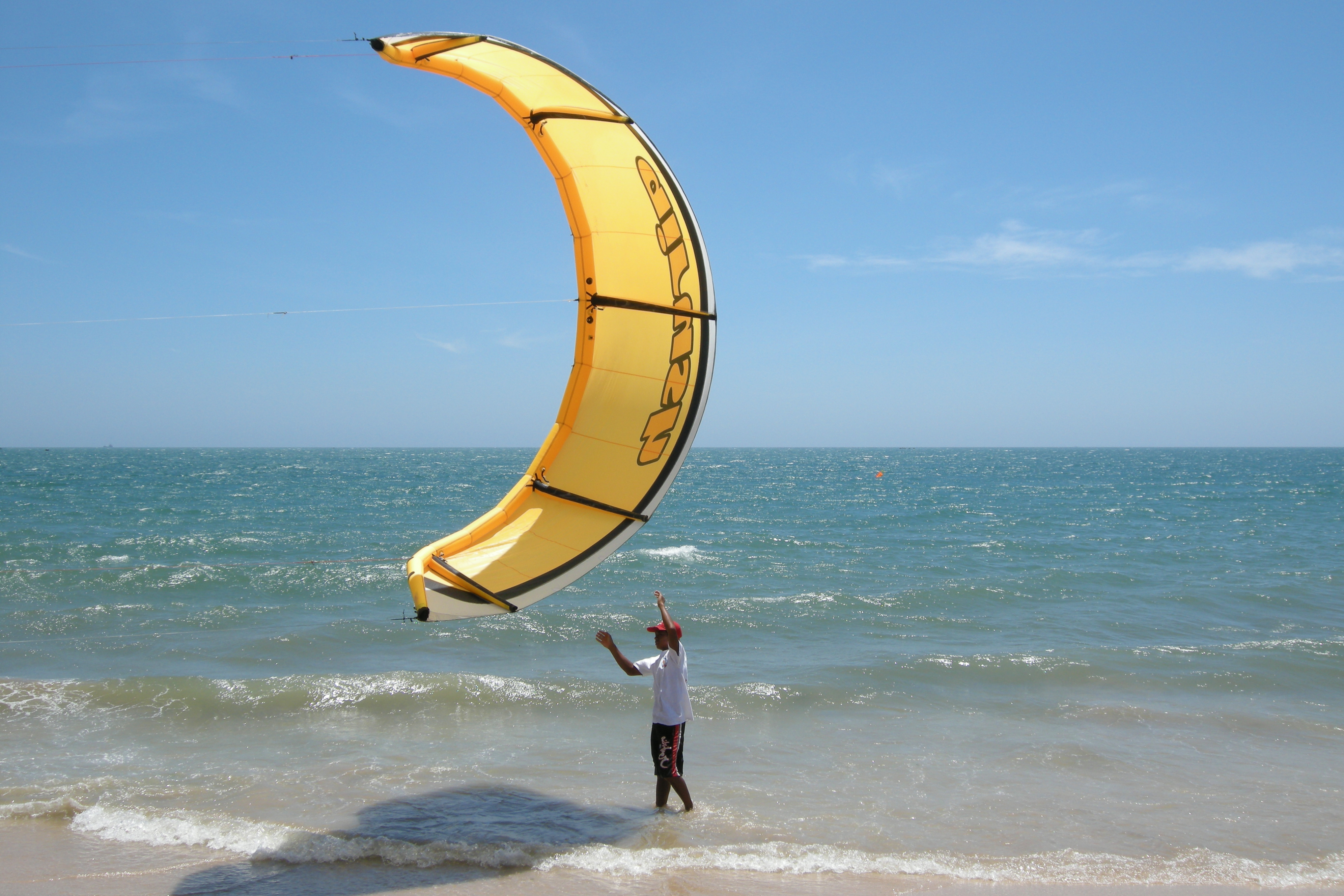
Кайтсерфинг на пляже
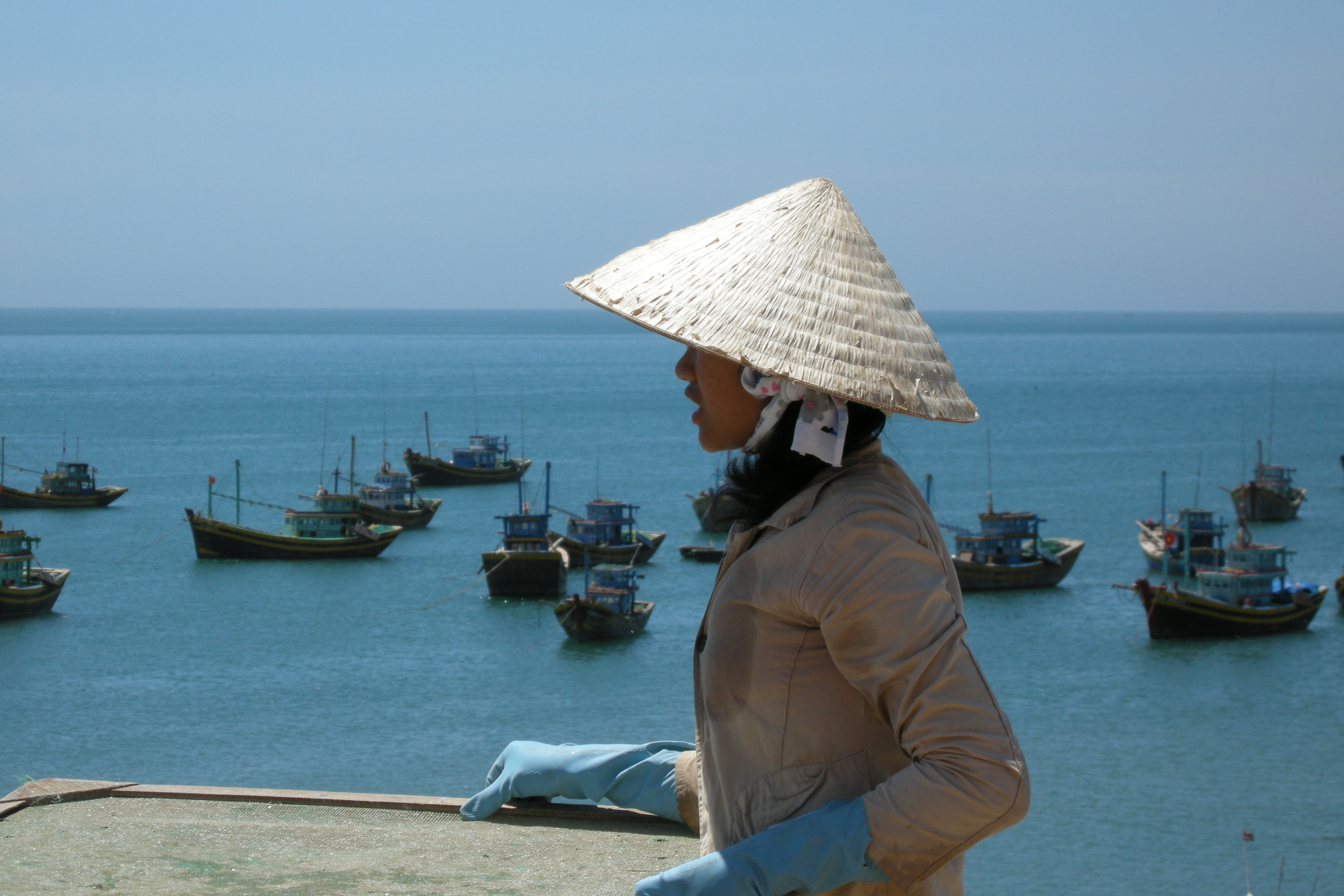
Порт
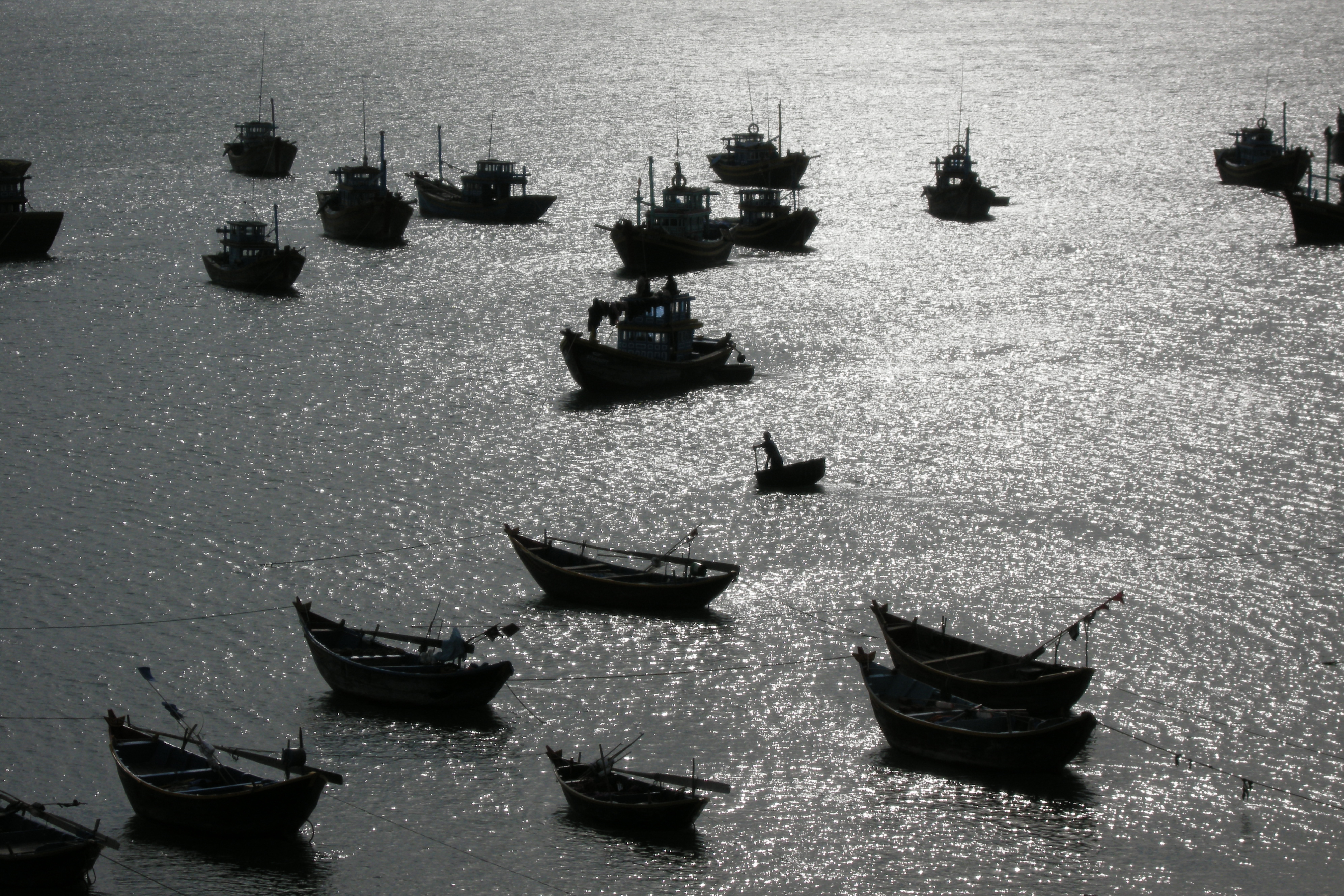
Порт
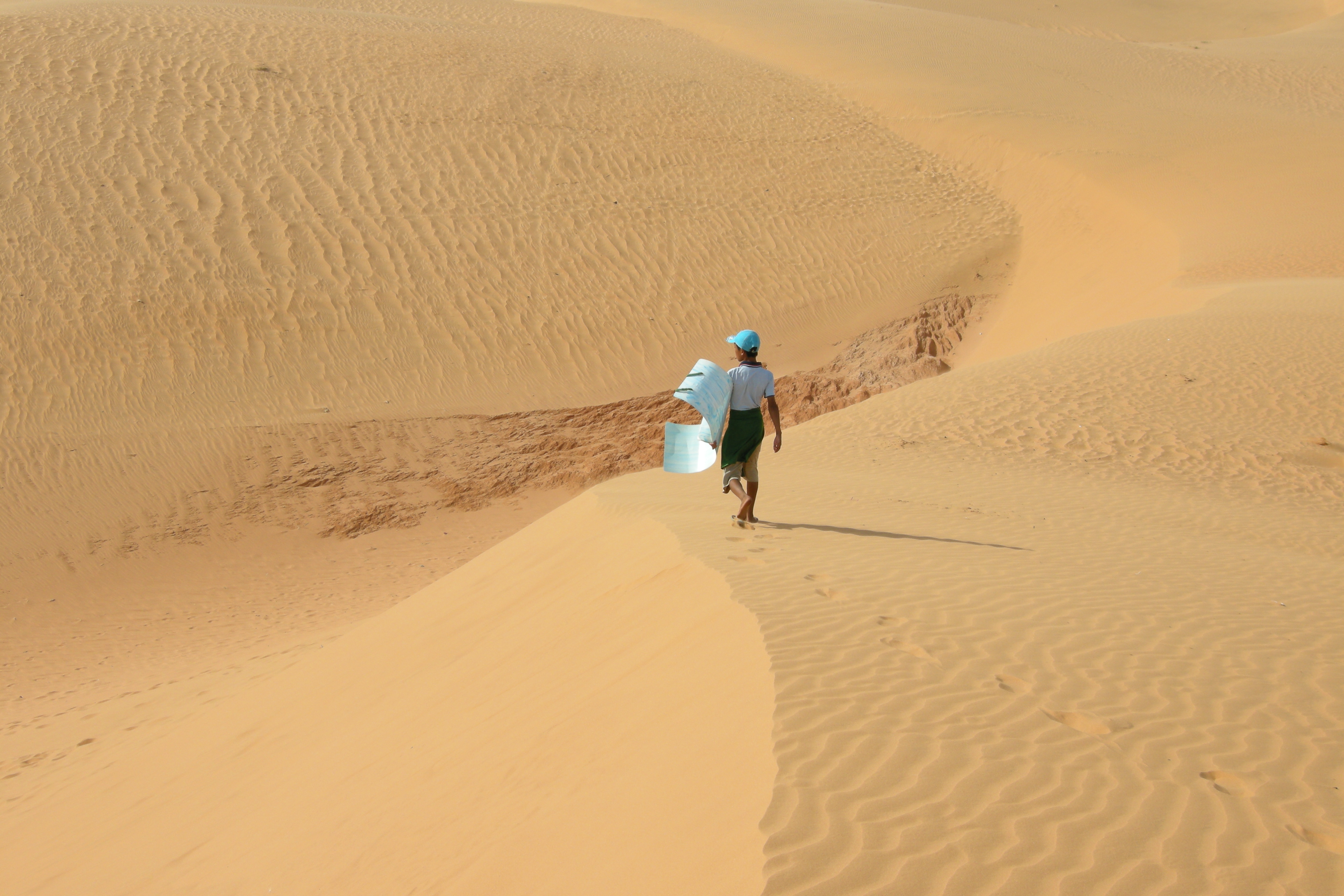
Песочные дюны
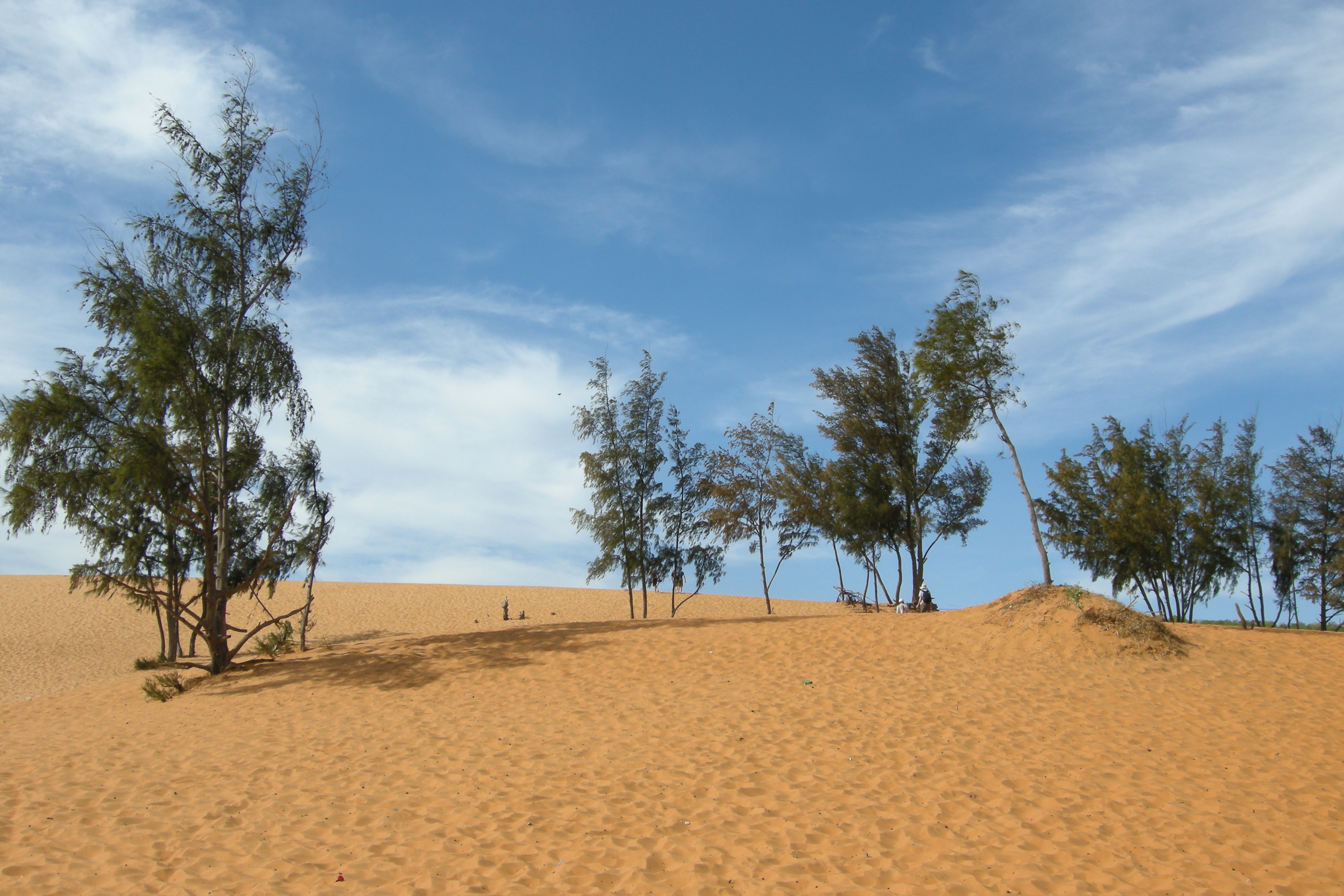
Песочные дюны